# Inoffizielle Kunst der Sowjetunion
Als inoffizielle Kunst der Sowjetunion (auch: nonkonformistische Kunst, zweite Avantgarde, Underground-Kunst) wird Kunst bezeichnet, die von 1953 bis 1986 (von Stalins Tod bis zum Aufbruch von Perestroika und Glasnost) als Gegenbewegung zum Sozialistischen Realismus in Literatur, bildender Kunst und Musik in der Sowjetunion entstand. Die Underground-Künstler der Sowjetunion waren oft eng verbunden mit ebenfalls illegalen Bewegungen wie dem Moskauer Konzeptualismus, der Leningrader Vereinigung für Experimentalkunst und der Mitki-Gruppe in Leningrad sowie den „Hippies“ und den „Rockern“.

## Geschichte des sowjetischen Nonkonformismus
Als Nonkonformismus wird im Allgemeinen die Nichtübereinstimmung der individuellen Haltung mit den allgemein anerkannten Ansichten bezeichnet, im speziellen Fall wehrten sich die Russischen Nonkonformisten gegen den Sozialistischen Realismus, den 1934 das Zentralkomitee der KPdSU unter Stalin als Richtlinie für die Produktion von Literatur, bildender Kunst und Musik in der Sowjetunion bestimmte. Nach Stalins Willen sollten die Künstler die Helden des Aufbaus der sowjetischen Gesellschaft und deren technische Pioniere im besten Licht darstellen.
Als Gegenentwurf zu dieser staatlich konformen sowjetischen Kunst entstand 1954 der Russische Nonkonformismus. Nach dem Tod Stalins wurde der Weg frei für eine zaghafte, zeitweilige Liberalisierung der sowjetischen Gesellschaft. in der kurzen Tauwetter-Periode. Diese währte aber nur kurz und die Künstler wurden bis zur Perestroika und Glasnost 1986 wieder ideologisch zensuriert und politisch verfolgt. Die Russischen Nonkonformisten verzichteten auf gesellschaftliche Anerkennung und nahmen stattdessen viele Entbehrungen in Kauf. Sie wurden aus den offiziellen Kunstverbänden ausgeschlossen und verloren dadurch jede Möglichkeit zum legalen Broterwerb. Vielfach lebten sie über Jahrzehnte im Untergrund oder eingesperrt in Gefängnissen, Straflagern und in der Psychiatrie.
Erst in den 1990er Jahren entdeckten staatliche Häuser wie die Tretjakow-Galerie in Moskau, das Russische Museum in St. Petersburg, das Moscow Museum of Modern Art oder das National Center for Contemporary Art (NCCA) die Russischen Nonkonformisten.

## Entwicklung und Rezeption
Die inoffizielle sowjetische Kunst ist naturgemäß schwer zu fassen. Die Russischen Nonkonformisten bildeten keine festen Strukturen, agierten dezentral und für ein zahlenmäßig sehr kleines, gleichgesinntes Publikum. Was die Protagonisten miteinander verband, war ihre nonkonformistische Haltung gegenüber dem sowjetischen System und dessen künstlerische Präferenzen, den Sozialistischen Realismus.
Praktisch ohne westliche Einflüsse und oft auch innerhalb der Sowjetunion isoliert war gemäß Dmitri Krasnopewzew jeder Nonkonformist „eine Insel, ein unabhängiges Land, das nach seinen eigenen Gesetzen lebt, unter seiner eigenen Fahne“.
Während Anatoli Swerew einen kalligrafisch-dekorativen Stil pflegte, der an Picasso erinnerte, praktizierte Oscar Rabin eine an der Natur orientierte Malerei mit expressionistischen Elementen. Michail Schwarzman malte zwischen Abstraktion und Figuration, Dmitri Krasnopewzsew setzte in seinen monumentalen Stillleben auf die Askese, Konzentration und strengen Formen der Pittura metafisica.
Einen wichtigen Einfluss auf die Russischen Nonkonformisten hatte die „Erste Avantgarde“ zwischen 1910 und der Machtübernahme durch Stalin, weshalb die Nonkonformisten auch als Zweite Avantgarde bezeichnet werden.

## Gruppen und Initiativen

### 1957: Lianosowo-Gruppe
Im Jahre 1957 bildete sich im Stadtteil Lianosowo am nordöstlichen Rand von Moskau die gleichnamige Lianosowo-Gruppe. In diesem Datschenvorort trafen sich rund um die Familie Kropiwnitski nonkonformistische Künstler, Dichter und Wissenschaftler zum gemeinsamen Arbeiten und Diskutieren. Dabei verfolgten sie kein verbindliches ideologisches oder künstlerisches Programm, es ging ihnen ausschließlich um die Realisierung individueller künstlerischer Ausdrucksweisen.

### 1962–1976: Dwischenije-Gruppe
Eine der wenigen Gruppierungen mit Bezug zur westlichen Kunst war in den Jahren 1962 bis 1976 die Gruppe Dwischenije in Moskau, deren Name Dwischenije (russ. für Bewegung) auch Programm war. Die Gruppe um Lew Nussberg und Francisco Infante erkundete die Kinetische Kunst, bei der die mechanische Bewegung ein integraler ästhetischer Bestandteil des Kunstobjekts ist. Ihre russischen Vorbilder fanden sie im frühen sowjetischen Konstruktivismus von Wladimir Tatlin, Naum Gabo und Alexander Rodtschenko.
Obwohl der Ablauf dieser kinetischen Installationen nicht vollständig kontrollierbar war, erhielt die Gruppe Dwischenije auch öffentliche Aufträge. Sie erstellten kinetische Installationen zum 50. Jahrestag der Oktoberrevolution in Leningrad und für die Ausstellungen Elektronik 70 und Elektronik 72 in Moskau.

### 1974: Bulldozer-Ausstellung
Legendär ist die „Bulldozer-Ausstellung“ vom 15. September 1974 in Moskau, bei der die Russischen Nonkonformisten mitten im 2200 Hektar großen Bitzewski Park am Moskauer Stadtrand ihre Bilder im Freien präsentierten. Organisiert wurde die eintägige Ausstellung vom Sammler Alexander Dawidowitsch Gleser und dem Maler Oskar Rabin mit zwei Dutzend weiterer Künstler (unter ihnen Walentin Iljitsch Worobjow, Youri Jarki (Sharkich), Vitaly Komar, Alexander Danilowitsch Melamid, Lidija Masterkowa, Wladimir Nikolajewitsch Nemuchin, Jewgeni Ruchin, Alexander Rabin, Wassili Jakowlewitsch Sitnikow, Igor Cholin, Boruch und Nadeschda Elskaja). Die Ausstellung erhielt ihren Namen vom brutalen Polizeieinsatz, bei dem die Sicherheitskräfte vor den Kameras von internationalen Journalisten die nonkonformistische Ausstellung mit Bulldozern buchstäblich niederwalzten.

### 1974: Ismailowo-Park
Nach dem Skandal, den die Bulldozer-Ausstellung in der ausländischen Presse verursachte, waren die sowjetischen Behörden gezwungen, zwei Wochen später im Ismailowo-Park eine weitere eintägige Open-Air-Ausstellung zu genehmigen. Am 29. September 1974 zeigten schon mehr als 40 Künstler ihre Werke vor über 1500 Besuchern. Diese Ausstellung Ismailowo-Park wiederum ebnete den Weg zu weiteren eintägigen Open-Air-Ausstellungen der Russischen Nonkonformisten.

### 1980er-Jahre:Studio 50 A
Das Studio 50 A wurde von Sergei Borissow an der Frunsestraße 13 in Moskau gegründet, der heutigen Snamenkastraße. Für die Russischen Nonkonformisten der 1980er-Jahre war es gleichzeitig Treffpunkt, Atelier und Schlafstätte.

## Kunstgattungen

### Maler der Russischen Nonkonformisten
| - Alexander Danilowitsch Melamid (* 1945) - Alexander Rabin (1951–1994) - Alexei Iwanowitsch Nowikow (1931–2024) - Anatoli Swerew (1931–1986) - Dmitrij Krasnopewzsew (1925–1995) - Dmitri Plawinski (1937–2012) - Igor Alexejewitsch Nowikow (* 1961) - Eduard Steinberg (1937–2012) - Igor Sergejewitsch Cholin (1920–1999) - Jewgeni Lwowitsch Ruchin (1943–1976) - Youri Jarki/Sharkich (* 1938) | - Lidija Masterkowa (1915–1963) - George Pusenkoff (* 1953) - Marlen Spindler (1931–2003) - Michail Schwarzmann (1926–1997) - Nadeschda Wsewolodowna Elskaja (1947–1978) - Oskar Jakowlewitsch Rabin (1928–2018) - Witalij Anatoljewitsch Komar (* 1943) - Wladimir Nikolajewitsch Nemuchin (1925–2016) - Walentin Iljitsch Worobjow (* 1938) - Wassili Jakowlewitsch Sitnikow (1915–1987) |